# Oh! My Lady
Oh! My Lady (en hangul, 오! 마이 레이디; romanización revisada, O! mai leidi), conocida también en español como ¡Oh! mi señorita, es una serie de televisión surcoreana de comedia romántica emitida durante 2010 sobre una celebridad que se encuentra viviendo con su mánager, una mujer de 35 años de edad, que trata de ganar dinero para obtener la custodia de su hijo que se encuentra con su exmarido.
Está protagonizada por Choi Siwon de Super Junior, Park Chae Rim y Lee Hyun Woo. Fue trasmitida por Seoul Broadcasting System en su país de origen desde el 22 de marzo hasta el 11 de mayo de 2010, con una longitud de 16 episodios al aire las noches de los lunes y los martes a las 21:55 (KST).

## Argumento
Una valiente ama de casa de 35 años de edad, Yoon Gae Hwa (Park Chae Rim), lleva en el trabajo de limpiar la casa de la celebridad Sung Min Woo (Choi Siwon) con el fin de ganar suficiente dinero para recuperar la custodia de su hijo que la posee su exmarido. Diferentes encuentros románticos producen hilaridad cuando se encuentran en una situaciones torpes como, cuando Min Woo paga a Gae Hwa para cuidar de su hija ilegítima, Ye Eun.

## Reparto

### Personajes principales
- Choi Siwon como Sung Min Woo.
- Park Chae Rim como Yoon Gae Hwa.
- Lee Hyun Woo como Yoo Si Joon.

### Personajes secundarios
Cercanos a Gae Hwa
- Yoo Seo Jin como Lee Bok Nim.
- Yoo Tae Woong como Kim Byung Hak.
- Bang Joon Seo como Kim Min Ji.

Cercanos a Min Woo
- Park Hak Byeol como Hong Yoo Ra.
- Heo Joon Seok como Choi Tae Goo.
- Kim Yoo Bin como Sung Ye Eun.
- Kim Hee-won como Jung Yoon Suk.
- Han Min Kwan como Kim Kwang Goo.

Cercanos a Si Joon
- Moon Jung Hee como Han Jung Ah.
- Hwang Hyo Eun como Oh Jae Hee.
- Hong Jong Hyun como Park Jin Ho.
- Lee Dae Yun como Eom Dae Yong

Otros personajes
- Kim Kwang-kyu como Han Min-kwan.
- Sung Hyuk

Apariciones especiales
- Lee Han-wi como un director de drama (ep. 1).
- Jun Hye Jin (ep. 1).
- Sulli (ep. 1).
- Girls' Generation (ep. 7).

## Banda sonora
1. 그대인형 (You're a Doll) - Sunny (Girls' Generation)
2. 못났죠 (Aren't I Stupid?) - Jo Seong-wook
3. Love Is - 4men
4. 도시의 천사 - DJ Ahn Kwa-jang
5. 꽃은 핀다
6. 그대 인형 (You're a Doll) (Scat ver.) - Gong Bo-kyung
7. 못났죠 (Aren't I Stupid?) (Guitar ver.)
8. 슬픈 미소
9. Love Is (Bossanova ver.)
10. 도시의 천사 (Inst.)
11. 못났죠 (Aren't I Stupid?) - Choi Siwon

## Recepción

### Audiencia
| Ep. # | Fecha de emisión    | Share        | Share        | Share       | Share       |
| Ep. # | Fecha de emisión    | TNmS Ratings | TNmS Ratings | AGB Nielsen | AGB Nielsen |
| Ep. # | Fecha de emisión    | Nacional     | Seúl         | Nacional    | Seúl        |
| ----- | ------------------- | ------------ | ------------ | ----------- | ----------- |
| 1     | 22 de marzo de 2010 | 10.0%        | 9.9%         | 11.5%       | 11.9%       |
| 2     | 23 de marzo de 2010 | 10.8%        | 11.1%        | 11.7%       | 12.3%       |
| 3     | 29 de marzo de 2010 | 7.2%         | —            | 9.1%        | 9.8%        |
| 4     | 30 de marzo de 2010 | 8.6%         | —            | 9.1%        | —           |
| 5     | 5 de abril de 2010  | 11.4%        | 11.5%        | 11.6%       | 12.4%       |
| 6     | 6 de abril de 2010  | 10.8%        | 11.1%        | 10.4%       | 11.3%       |
| 7     | 12 de abril de 2010 | 10.2%        | 10.2%        | 10.3%       | 10.7%       |
| 8     | 13 de abril de 2010 | 10.3%        | 10.8%        | 10.1%       | 10.4%       |
| 9     | 19 de abril de 2010 | 10.4%        | 10.7%        | 10.0%       | 9.9%        |
| 10    | 20 de abril de 2010 | 10.3%        | 10.7%        | 9.0%        | 8.8%        |
| 11    | 26 de abril de 2010 | 12.1%        | 12.7%        | 11.3%       | 11.6%       |
| 12    | 27 de abril de 2010 | 10.8%        | 11.2%        | 9.7%        | 10.3%       |
| 13    | 3 de mayo de 2010   | 10.0%        | 10.3%        | 8.7%        | 9.4%        |
| 14    | 4 de mayo de 2010   | 10.2%        | 10.5%        | 9.3%        | 9.7%        |
| 15    | 10 de mayo de 2010  | 11.5%        | 11.5%        | 9.8%        | 10.3%       |
| 16    | 11 de mayo de 2010  | 10.5%        | 10.5%        | 10.4%       | 11.0%       |

### Premios y nominaciones
| Año  | Premio           | Categoría                  | Nominado   | Resultado |
| ---- | ---------------- | -------------------------- | ---------- | --------- |
| 2010 | SBS Drama Awards | Premio a la nueva estrella | Choi Siwon | Ganador   |

## Emisión internacional
- China: Jiangxi TV.
- Filipinas: ABS-CBN.
- Hong Kong: TVB.
- Japón: Fuji TV.
- Malasia: 8TV y NTV7.
- Taiwán: Star y Fox Taiwan.
- Tailandia: Channel 7.
- Vietnam: HTV3.